# Aldeanueva de Santa Cruz
Aldeanueva de Santa Cruz és un municipi de la província d'Àvila, a la comunitat autònoma de Castella i Lleó. Limita a l'oest amb Santa María de los Caballeros, al sud amb La Lastra, a l'est amb Avellaneda i al nord amb La Aldehuela i Santa María de los Caballeros.

## Demografia
| 1991 | 1996 | 2001 | 2004 |
| ---- | ---- | ---- | ---- |
| 204  | 193  | 186  | 172  |